# Oprișor (gmina)
Oprișor – gmina w Rumunii, w okręgu Mehedinți. Obejmuje miejscowości Oprișor i Prisăceaua. W 2011 roku liczyła 2315 mieszkańców.